# Andrej Rozman
Ta stran opisuje slavista in literarnega zgodovinarja Andreja Rozmana. Za pesnika, dramatika, režiserja in igralca z istim imenom glej Andrej Rozman - Roza.
Andrej Rozman, slovenski literarni zgodovinar in prevajalec,* 11. oktober 1947, Slovenj Gradec
Andrej Rozman je redni profesor za slovaško književnost na Oddelku za slavistiko Filozofske fakultete v Ljubljani. Je nosilec predmeta Primerjalna slovanska književnost. Raziskovalno se posveča predvsem slovensko-slovaškim kulturnim odnosom. Je tudi prevajalec iz slovaške (zlasti sodobne) književnosti. Je član Slovenske matice in več mednarodnih slavističnih združenj. Je prejemnik Pretnarjeve nagrade (2009) za promocijo slovenske književnosti v tujini.